# 이주수
이주수(李淍秀 1898년 10월 7일 ~ 1969년 1월 19일)은 일제강점기의 독립운동가이자 한국의 교육자이다. 3.1 만세 운동 당시 예안면 삼일운동의 지휘자이다. 본관은 우계(羽溪). 자는 문현(文顯)이고, 호는 학해(學海)이다.
출신지는 안동군 녹전면(祿轉面) 녹래동(祿來洞：현 녹전면 녹래리)으로, 도촌 이수형의 아들 이대근의 후손이다. 이주수는 1919년 3월 17일에 일어난 예안면 1차 시위에 참여하였다고 한다. 후에 교사에 임용되어 교장으로 정년퇴직하였다. 묘는 안동시 녹전면 녹래리 대곡산에 있다.

## 참고 문헌
- 안동판독립사
- 안동군지
- 안동시사